# Giovanni Leonardo Di Bonna
Giovanni Leonardo di Bona (Cutro - ~1552-1597) foi um famoso enxadrista italiano do Século XVII.  Ele tinha apenas uma dez anos quando enfrentou Ruy López de Segura em Roma mas, apesar da pouca idade, já demonstrava grande talento para o xadrez. Mudou-se para Nápoles onde treinou por dois anos, ajudado por um tio, e se tornou forte o suficiente para desafiar outro campeão italiano, Paolo Boi (também conhecido como "il siracusano").
Mesmo não existindo documentos que evidenciem precisamente como foi a partida, é sabido que apesar de ter jogado muito bem, o jovem "puttino" foi derrotado. Em 1574 ele começou a viajar pela europa, passando por cidades como Genova e Madrid.  Durante esta viagem, ele encontrou o velho conhecido Ruy Lopez.  A partida de revanche ocorreu em 1575, sendo Leonardo derrotado novamente.
Leonardo tinha um estilo posicional de jogo lento e sempre preferia estratégias sólidas.